# Хупка
Хупка (рум. Hupca) — село у повіті Васлуй в Румунії. Входить до складу комуни Богденешть.
Село розташоване на відстані 252 км на північний схід від Бухареста, 25 км на південь від Васлуя, 83 км на південь від Ясс, 111 км на північ від Галаца.

## Населення
За даними перепису населення 2002 року у селі проживали 174 особи, усі — румуни. Усі жителі села рідною мовою назвали румунську.